# Quios
Quios (en grec antic Χίος, en català medieval illa del Xiu, en turc Sakız Adassi) és una illa grega de la mar Egea propera a la costa asiàtica; està separada de la costa per un estret d'uns 8 km d'ample. És notable per la seva producció de màstic, que Plini el Vell ja menciona com un dels seus productes importants, a més del vi.
Administrativament era part de l'antiga prefectura de Quios, però a partir del 1er de gener de 2011 és una de les 74 unitats perifèriques de Grècia. La superfície de Quios és de 842 km² i la població són uns 55.000 habitants. Té una costa de 213 km. La muntanya més alta és el mont Pelineu (1.297 m) al nord de l'Illa i segueixen les muntanyes Provatas i Epos.
Està formada per l'illa principal i dues de secundàries: Inousses i Psara. La capital és la ciutat de Quios, on viu la meitat de la població. Als pobles del nord els anomenen Voriohora i els del sud Notiohora o Mastichohora, perquè és on es produeix el màstic.
Hi ha deu municipis:
- Quios.
- Homeroupolis.
- Kardamila.
- Kampochora.
- Mastichochoria,
- Amanis.
- Psara.
- Inousses.

- Ionia.
- Agiou Mina.

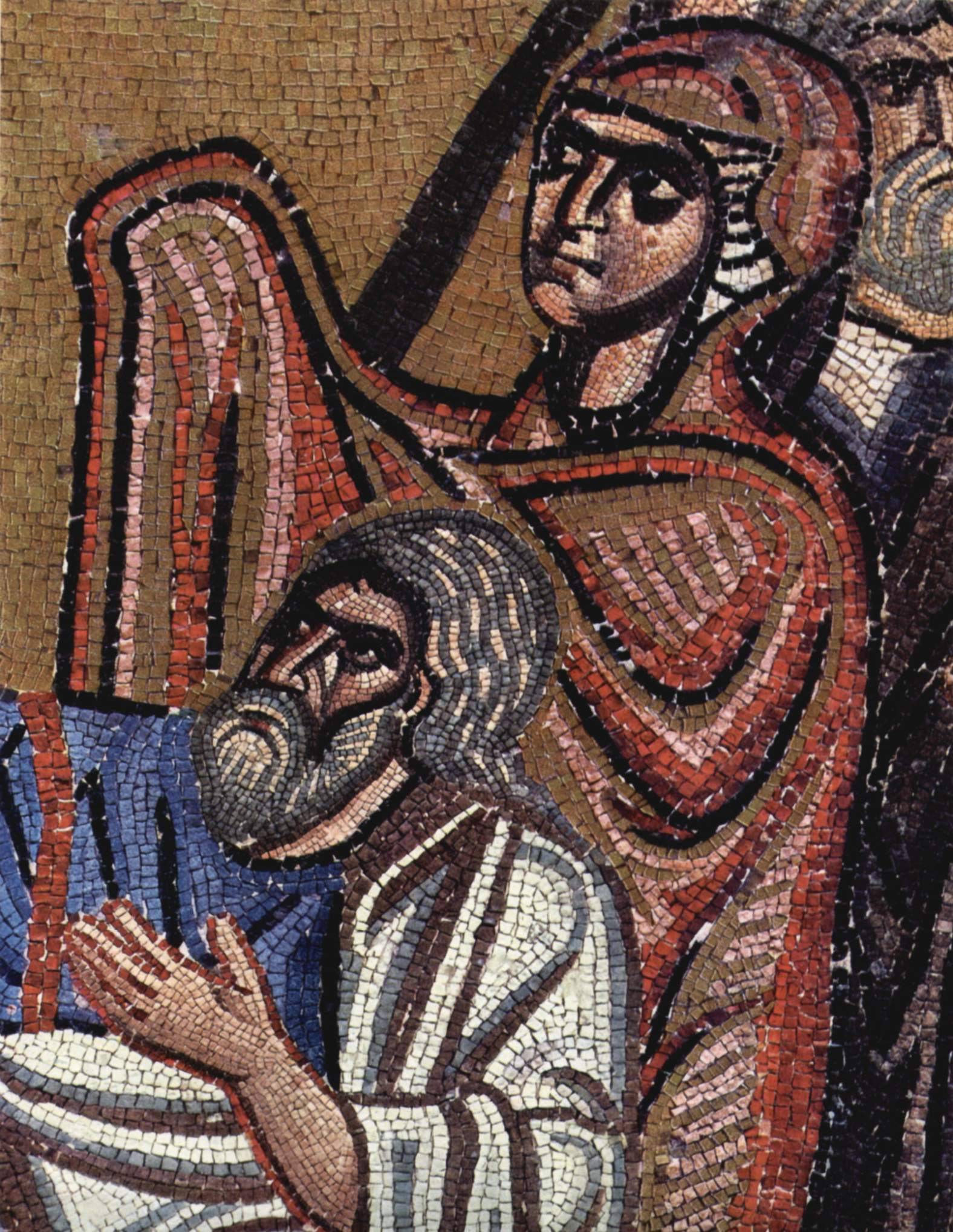
Icona a l'església Nea Moní de Quios: Adam i Eva ressuscitats

La capital té la biblioteca d'Adamàndios Koraís, una de les més interessants de Grècia, amb 150.000 volums, i el Museu Bizantí (abans mesquita). Disposa d'una fortalesa romana d'Orient reformada per genovesos i turcs. A la regió de Kambos, en el camí entre la capital i el sud de l'illa, encara es veuen les cases senyorials dels genovesos.
Els llocs turístics són les platges de Karfas, Hàgia Fotia, Komi, Eborios (Mavra Volia), Lithi, Trachilia, Elida, Daskalopetra, Nagos, Yiossonas, Hàgia Markella i Managros. Al sud-oest es troben una sèrie de llogarets de l'edat mitjana: Armolia, Pyrgi, Mesta i al centre de l'illa el monestir de Nea Moni (1043-1055). Altres llocs són Anavatos, Lagada i Kardamyla, al nord-est i Volissos au nord-oest. Els ports principals són el de la capital, Lagada, a la costa nord, Marmaro al nord-est, Mesta al sud-oest i Limnia a l'oest. El clima és mediterrani, però el vent del nord-nord-oest fa que la temperatura no sobrepassi mai els 29 graus.
Antigament el seu nom segons Plini el Vell, era Etàlia, i també Macris o Pitiüsa, segons Plini i Estrabó.
La capital, de nom Quios, és a la costa oriental i ja existia antigament, i suposadament va ser el lloc de naixement d'Homer (cosa que també reclamen altres ciutats), i els seus habitants mostren un lloc on Homer hi tenia una escola. Estrabó diu que tenia un port important, on hi cabien 80 naus. Hi van néixer Ió (490 a 421 aC), l'escriptor tràgic, Teopomp (378 a 320 aC), historiador, Teòcrit, orador i sofista, Metròdor, filòsof, Oenopides, matemàtic i astrònom, Hipòcrates de Quios (470 a 410 aC), filòsof pitagòric i matemàtic, Erasístrat (310 a 250 aC), metge anatomista, Aristó (320 a 260 aC), filòsof, i Escimne, geògraf. Modernament Adamàndios Koraís (1748-1843), patriota grec; Konstandinos Kanaris (1790-1877); Vambas, filòsof retòric (1770-1856).
Altres ciutats de l'illa eren: Delfínion a l'est, Bolissos (Βολισσίς), al nord-oest, Leucònion (Λευκώνιον), Cardamyle (al nord-est), Caucasa (a l'oest) i Koila (τὰ Κοῖλα), segons diuen Tucídides, Xenofont i Esteve de Bizanci. El patró de l'illa n'és Isidor de Quios.

## Història
L'illa segurament es va habitar en època molt antiga, almenys des del 5000 aC. La llegenda recull el nom del primer rei de l'illa, Amfiàlos, que va ser enviat a l'illa per un oracle. Enopió hi va arribar potser des de Creta, i també en va ser rei. Els jonis de l'Àsia Menor la van colonitzar. Ferècides d'Atenes diu que va ser colonitzada pels leleges, segons recull Estrabó. Cap a l'any 700 aC havia assolit un bon nivell de poder polític i econòmic i al segle vi aC havia adoptat una constitució democràtica a l'estil de la que Soló va donar a Atenes. El 546 aC, Cir II el Gran de Pèrsia va sotmetre les ciutats gregues, però Quios se'n va lliurar per ser una illa ja que els perses no tenien Marina en aquell temps, i encara van rebre un territori per haver-los lliurat un lidi de nom Pacties.
Després de la Revolta Jònica iniciada el 499 aC on hi van participar al costat de Milet amb un contingent de 100 naus, quan van perdre la lluita en la Batalla de Lade els perses van ocupar l'illa, la van saquejar, van cremar les ciutats i els temples i es van emportar les noies més belles, segons Heròdot. És possible que l'illa participés amb Xerxes I de Pèrsia en la invasió de la Grècia central. Derrotats els perses, Quios va recuperar la independència i es va aliar amb Atenes al menys des del 480 aC.
Va seguir la Guerra del Peloponès, on Quios estava encara aliada o sotmesa a Atenes, però hi va haver un intent de revolta contra els atenencs al setè any de guerra que no va reeixir. Atenes va destruir algunes ciutats importants de l'illa però no va poder ocupar la capital. L'any 412 aC l'illa es va rebel·lar i va demanar ajut a Esparta. Els espartans es van apropiar dels seus vaixells i van imposar una dekarkia (govern de deu tirans) i un governador general. Els atenencs van desembarcar a Bolissos i Cardamyle i van derrotar els illencs arrasant les dues ciutats; després els illencs van ser a Fanae i Leucònion, i com que no podien resistir es van tancar a la ciutat principal mentre els atenencs saquejaven l'illa. Els atenencs es van establir a Delfínion i van assetjar la capital; els esclaus (molt nombrosos) van fugir; la fam va fer-hi estralls, però tot i així la ciutat no va poder ser ocupada, i els atenencs, cridats per altres feines, es van retirar.
Més tard, en un moment que no es coneix, però proper al 374 aC, Atenes va dominar l'illa, però es va revoltar altra vegada i el 357 aC la van tornar a assetjar i es van produir molts combats en els quals va morir un dels comandants atenencs, Càbries. Després del 354 aC va recuperar la independència però va tenir un paper secundari. Des del 333 aC va estar sota influència de Macedònia.
Filip V de Macedònia la va ocupar el 201 aC al mateix temps que va assolar la regió de Perea a la costa cària, que pertanyia a Rodes. El 190 aC els romans s'hi van establir i la van fer servir de base naval i dipòsit. Els habitants van defensar l'illa contra els atacs de pirates que buscaven les mercaderies romanes i els romans els ho van agrair amb donacions de terres que no se sap on eren. El 168 aC va quedar independent.
Durant la guerra de Mitridates VI Eupator del Pont contra Rodes, Quios es va aliar amb el Pont l'any 88 aC, però com que el rei sospitava que en realitat els illencs afavorien els romans, va enviar Zenobi amb un exèrcit exigint la rendició (86 aC) i lliurament d'ostatges. Els illencs ho van haver de fer i van pagar un rescat de 2.000 talents, que es van reunir recollint totes les coses de valor dels temples i les joies de les dones. Però Mitridates encara va demanar més, i com que no van poder pagar els va deportar a la mar Negra, segons Apià. La major part a Heraclea de Bitínia d'on van poder tornar aviat. Sul·la quan va imposar la pau a Mitridates l'any 84 aC va establir la llibertat de Quios en aliança amb Roma. No es va incloure a la província romana d'Àsia i el governador romà no hi tenia autoritat. Més tard, però, es va crear la Província Insularum, en temps de Vespasià, on Quios s'hi va incloure.
Va seguir en poder de l'Imperi Romà i després del romà d'Orient fins que cap a l'any 1081 va passar a mans del príncep turc Shaka d'Esmirna (1089-1092). Uns deu anys després la van ocupar els seljúcides, que la van retenir fins al 1110, quan els romans d'Orient la van recuperar. El 1124 s'hi establiren els venecians, però la sobirania era romana d'Orient. El 1205 l'illa de Quios, la de Lesbos, Samos i Cos, on Venècia exercia el control de fet, van ser incorporades a l'Imperi Llatí. El 1247 el genovès Giovanni Vitale les va dominar de fet, però nominalment seguien dins de l'imperi. El 10 de juliol de 1261 el tractat de Nimfèon va reconèixer la sobirania civil sobre l'illa de la República de Gènova, però Miquel VIII Paleòleg es reservava per a l'Imperi de Nicea l'alta sobirania. Al Tractat de Viterbo del 27 de maig de 1267, Balduí II de Courtenay va cedir a Carles d'Anjou tots els drets nominals sobre Grècia, però es va reservar la sobirania de les illes, que van romandre de fet com a domini comercial genovès. El 15 de maig de 1294 Felip I de Tàrent va ser nomenat príncep d'Acaia, i després investit com a dèspota de Romania sense que es fes cap esment a les illes.
El 1304 l'illa va ser donada en feu a Benedicte I Zaccaria, al qual el 1307 va seguir el seu fill Benedicte II Paleòleg Zaccaria. El 1314 Martí Zaccaria va assolir el poder junt amb son germà Benedicte III Zaccaria, fins que aquest va ser nomenat governador únic pels romans d'Orient l'any 1329. El feu va tornar a l'imperi el 1330 quan Benedicte III es va revoltar sense èxit. La conquesta de l'illa per Aydin es va poder evitar amb aliances, campanyes militars i fins i tot una croada, quan finalment Umar Beg d'Aydin la va assolar i va treure'n un gran botí; els croats van arrabassar Esmirna als turcs el 1344.
El 1346 va ser ocupada pels genovesos i administrada per una societat anomenada Maona (després Maona vella). L'any 1362 la van cedir temporalment a la societat de la Maona nova o dels Giustiniani, formada per diverses famílies que van adoptar aquest nom. El 1397 els otomans la van atacar amb 60 vaixells, però l'atac de Tamerlà a Anatòlia en va impedir la conquesta. Els Giustiniani la van posseir fins a la conquesta turca, ja que la concessió genovesa es va anar renovant. El pagament nominal als romans d'Orient, que es va complir al començament, després era irregular i, en canvi, es va haver de pagar tribut als turcs d'Aydin i després als otomans (amb Solimà I va arribar a 14.000 ducats, gairebé la meitat dels ingressos de l'illa). El 1563 els Giustiniani ja no van poder pagar més.
El 1566 els otomans dirigits pel kapudan Pasha Pialí Baixà (conqueridor de Gerba) la van ocupar sense resistència; va formar un Sanjaq de l'eyalat de Djazair-i Bahr-i Safid governat per un consell i amb guarnició de 2.000 soldats. El 1599 els florentins van atacar l'illa sense èxit.
Excepte per un període d'ocupació veneciana iniciat el 1694 i fins a la pau (1699), els otomans la van conservar fins al 1912, amb un règim força lliberal que va produir la reactivació econòmica de l'illa, i en l'aspecte polític d'ampli autogovern. El 1770 la van visitar vaixells russos durant la Guerra russo-turca de 1768-1774 i la flota otomana manada per Husam ad-Din Pasha es va enfrontar a l'almirall Aleksei Grigórievitx Orlov, amb resultat indeterminat, però que combinat amb la victòria d'Hasan Beg (Hasan Pasha) sobre l'almirall Grigory Spiridov, va afavorir els turcs. Aquests es van retirar a Çeşme, on els russos d'Orlov van fer un atac i van destruir la flota otomana durant els fets coneguts com la batalla de Çeşme.

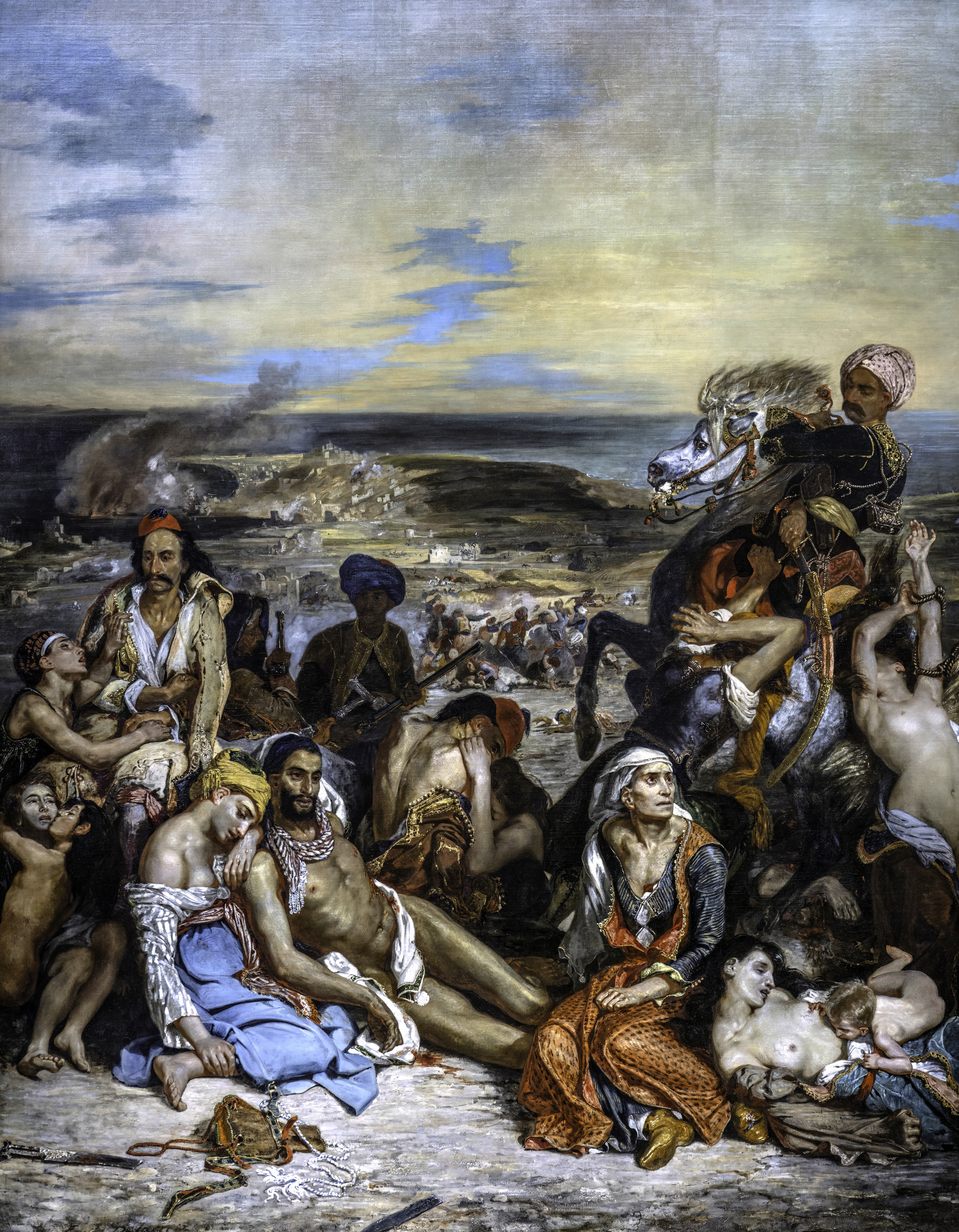
Eugène Delacroix: La massacre de Quios

El març de 1822 a la Guerra d'independència de Grècia, Likourgos Logothetis, vingut de Samos amb 2.500 soldats, conquerí l'illa i va dominar la guarnició otomana. El govern otomà va enviar el comandant Nasuhzade Ali Pasha amb una flota, que va desembarcar amb 7.000 soldats el 30 de març de 1822 i va massacrar la major part dels habitants de l'illa o els van fer presoners per ser venuts com a esclaus. De cent mil persones que vivien a l'illa només quaranta mil van poder fugir a les illes veïnes o a les muntanyes. A final d'aquell any la població va quedar reduïda a tres mil persones. La repressió la va dirigir el governador Wahid Pasha amb l'oposició del kapudan Pasha Nazuhzade Ali Pasha.
Els grecs van encarregar la venjança a Konstandinos Kanaris, un comandant naval de l'illa de Psara. Aquest es va presentar a Quios, on encara hi havia la flota otomana celebrant el ramadà i ajudat pel comandant Andreas Pipinos, va encerclar les naus otomanes i les va cremar (18 de juny de 1822). Va morir el kapudan Pasha Nasuhzade Ali Paixà i altres oficials. Però acabada la guerra, l'illa va restar en mans dels turcs. El 1832 la Sublim Porta va restaurar la seva autonomia, que va mantenir fins al 1866 quan es van suprimir els eyalats i es van establir les Wilaya. Quios va ser llavors diverses vegades capital del wilayat de Djazair-i Bahr-i Safid (l'altra capital era Rodes). El mutaserrif de l'illa del 1887 al 1888 en va ser l'escriptor reformista Namik Kemal.
El 22 de març de 1881 un terratrèmol va destruir bona part de l'illa i va matar sis mil habitants. Durant la Primera Guerra Balcànica l'illa va quedar unida a Grècia l'11 de novembre de 1912, decisió efectiva el desembre de 1912 o gener de 1913, i ratificada pel tractat de Londres de 1913 i més tard el de Lausana de 1923. El 4 de maig de 1941 els alemanys la van ocupar, i es van retirar el 10 de setembre de 1944.